# Transparentes Holz
Optisch transparentes Holz (TW) ist ein durch einen chemischen Prozess angepasstes Holz, das durch das Entfernen der stark lichtabsorbierenden Lignin-Komponente gewonnen wird. Die Lichtdurchlässigkeit von 85 % und die Trübung von 71 % ist vergleichbar mit Milchglas, ohne dass die Struktur des Holzes beeinträchtigt wird.
Als Funktionswerkstoff für Organische Leuchtdioden sind transparente Zellulosefasern in Gebrauch. Die Entwicklung von transparentem Bauholz ist im Gang.

## Entwicklung
Transparentes Holz wurde 1992 von Siegfried Fink beschrieben.
Im Zusammenhang mit der Einführung der OLED-Technik in die Elektronikindustrie gelang es Forschern, die lichtabsorbierende Lignin-Komponente aus Holzfasern zu entfernen. Die organischen Zellulose-Nanofasern ermöglichen der OLED-Technik eine größere Flexibilität. Unter anderem verbrauchen die organischen Leuchtdioden weniger Energie als die herkömmliche LCD-Technik, da beispielsweise Bildschirme ohne Hintergrundbeleuchtung auskommen.
Schwedischen Forschern der Königlichen Technischen Hochschule gelang es im März 2016 mit einem chemischen Verfahren, transparente Holzproben herzustellen, ohne die Struktur des Holzes zu zerstören. Daraufhin berichteten diverse Zeitschriften über den transparenten Werkstoff und veröffentlichten Bilder der Proben. Zukünftig könnte transparentes Holz im Bauwesen eine Rolle spielen.

## Herstellungsprozess
Um eine Durchlässigkeit von 85 % und eine Trübung von 71 % bei einer Holzdicke von 1,2 mm erreichen zu können, muss das Holz verschiedene Produktionsschritte durchlaufen. Nachdem das Verfahren abgeschlossen ist, wird das Ergebnis auf optische und mechanische Eigenschaften untersucht. Das Referenzobjekt der schwedischen Wissenschaftler der KTH besteht aus Balsaholz. Balsaholz ist eine sehr leichte und einfach zu verarbeitenden Holzart. Die Dichte der Probe liegt bei 160 kg/m³.
Im Jahr 2021 stellen Forscher ein Verfahren vor, bei dem wesentlich geringere Mengen an Chemikalien und Energie benötigt werden als bei den bisher verwendeten Methoden. Das dünne Holz, das leichter und stärker als Glas ist, wurde dabei mit einem sonnengestützten Verfahren „solar-assisted chemical brushing“ hergestellt.

### Delignifizierung
Die Delignifizierung ist ein technischer Prozess, um die lichtabsorbierende Lignin-Komponente aus dem Holz zu entfernen. Um das Lignin aus den Holzfasern herauslösen zu können, wird eine Probe aus Balsaholz zunächst 24 Stunden lang bei 105 ± 3 °C getrocknet. Danach wird die getrocknete Probe 6 Stunden lang bei 80 °C in eine Natriumchlorit(NaClO2)-Lösung gelegt, bis die Ligninketten aufgebrochen sind. Zur Entfernung bzw. Herauslösung der kleinen Bruchstücke wird die Probe zunächst mit entionisiertem Wasser gewaschen, daraufhin mit reinem Ethanol, gefolgt von einem 1:1-Gemisch aus Ethanol und Aceton und schließlich mit reinem Aceton behandelt. Um das komplette Lignin zu entfernen, wird dieser Schritt dreimal wiederholt. Das vollständige Entfernen ist für die Herstellung des optisch transparenten Holzes entscheidend, da Lignin ein starkes Absorptionsmittel ist und für einen Anteil von 80 bis 95 % der Lichtabsorption im Holz verantwortlich ist.

### Herstellung
Das delignifizierte Holz (DLW) ist aufgrund der Lichtstreuung an den Grenzflächen der Zellwände und in den mit Luft gefüllten Hohlräumen der Zellwände noch nicht transparent.
Aufgrund dieser großen Porosität der Probe wird nur ein Bruchteil des Lichts, das durch das Holz übertragen wird, nicht gestreut. Der Brechungsindex von Lignin beträgt 1,61, wohingegen der Brechungsindex von Zellulose nur 1,53 beträgt. (Wasser hat beispielsweise einen Brechungsindex von 1,33.) Bei der vom Lignin befreiten Probe stellte sich ein Brechungsindex von ca. 1,53 ein. Um diesen zu regulieren, infiltriert man die Probe mit vorpolymerisierten Methylmethacrylat (MMA), was die nanoskalige Porosität verringern soll. Im ausgehärteten Zustand besitzt das Polymethylmethacrylat (PMMA) einen Brechungsindex von etwa 1,49. Somit wurde die Lichtstreuung reduziert, was zu einer fast vollständigen Lichtdurchlässigkeit und somit optischer Transparenz führt.
Dazu wird die delignifizierte Balsaholzprobe in einer vorpolymerisierten MMA-Lösung in einem Ofen bei 70 °C für 4 Stunden infiltriert. Daraufhin erfolgt durch das Behandeln bei 75 °C mit reinem MMA-Monomer eine Reaktion. Nach 15 Minuten wird die Reaktion durch das Abkühlen auf Raumtemperatur mit Hilfe von Eiswasser beendet. Um das vollständige Infiltrieren, also das Eindringen oder Aufsaugen der Lösung in das Balsaholz, zu gewährleisten, wird die Probe nochmals dreimal für jeweils 30 Minuten mit einer vorpolymerisierten MMA-Lösung unter Vakuum behandelt. Anschließend wird das Polymerisationsverfahren in einem Ofen bei 70 °C vervollständigt. Das acrylglasartige Methylmethacrylat ist somit vollständig infiltriert und ausgehärtet.

### Charakterisierung
Das Ergebnis der vorangegangenen chemischen Prozesse wird anschließend überprüft.
Um die Balsaholzprobe auf den Gehalt an Lignin zu untersuchen, wird zunächst mit dem TAPPI-Verfahren das Gewicht des vorhandenen Lignins in der Probe in Gramm bestimmt. Nun kann der Prozentanteil an Lignin nach der folgenden Gleichung berechnet werden.
{\displaystyle {\text{Lignin}}={\frac {m[g]}{M[g]}}\cdot 100\,\%},

wobei m[g] die Masse an Lignin und M[g] die ofentrockene Masse der Probe ist.
Die Probe der KTH weist nach der vorangegangenen Charakterisierung einen stark gesunkenen Ligningehalt von 24,9 auf 2,9 % auf. Aus der ursprünglich bräunlichen Farbe des Balsaholzes resultiert nach der Delignifizierung eine trübe, fast weiße Farbe. Unter dem Mikroskop erkennt man dennoch die im Zentrum der Holzprobe liegende gut erhaltene wabenartige Struktur, die durch den chemischen Prozess nicht beeinträchtigt wurde.
Transparenz und Trübung wurden mit Hilfe eines Transmissionsspektrums und des dazugehörigen Verfahrens nach Haze (ASTM D1003) ermittelt. Bei Proben mit Dicken von 0,7 mm wurden Durchlässigkeitswerte von 90 % erzielt. Wurde die Dicke auf 3,7 mm erhöht, sank die Durchlässigkeit auf etwa 40 %.

## Mechanische Eigenschaften
Wird das Holz im Bauwesen eingesetzt, ist auf die mechanischen Eigenschaften zu achten. Die Zugspannungs-Dehnungs-Kurve der Werkstoffe transparentes Holz (TW), delignifiziertes Holz (DLW) und Polymethylmethacrylat (PMMA) ist in dem Diagramm rechts dargestellt. Der Elastizitätsmodul von transparentem Holz (TW) ist mit 2,05 ± 0,13 GPa deutlich höher als der der delignifizierten Probe (DLW) (0,22 ± 0,08 GPa). Dies ist eine Folge des Verbundes aus Polymethylmethacrylat (PMMA) (1,80 ± 0,18 GPa) und der geringen Dichte des Balsaholzes (160 kg/m³). Die geringen Druck- und Zugfestigkeiten von Balsaholz aufgrund der groben Porosität und der dadurch fehlenden Lastübertragungsmechanismen wurden durch die MMA-Infiltration und Polymerisation in PMMA deutlich verbessert.

## Mögliche Anwendungsbereiche
Optisch transparentes Holz könnte durch die guten und teilweise verbesserten Materialeigenschaften und die unveränderte Struktur vergleichbare Anforderungen wie Bauholz erfüllen. Für den Holzbau könnten sich dadurch neue Möglichkeiten im Innen- und Außenbereich ergeben. Beispielsweise könnten in der Zukunft transparente Wandelemente aus Holz eine preisgünstige Alternative zu Milchglas oder Glasbausteinen werden. Auch in der Fensterherstellung könnten die aus Gründen der Wärmedämmung immer massiver werdenden Fensterrahmen aus transparentem Holz gefertigt werden, was die durch die Rahmen anfallende Verschattung im Innenraum reduzieren würde.
Die hohe Trübung des transparenten Holzes macht es attraktiv für die Solarzellenanwendung. Das Licht wird in der Solarzelle aufgrund der Lichtstreuung durch das Holzgewebe für längere Zeit eingeschlossen. Somit ergibt eine bessere Interaktion zwischen Licht und Solarzelle, was zu einem besseren Wirkungsgrad der Solarzelle führt.
Es könnte auch für berührungsempfindliche Oberflächen verwendet werden.

### Potenzielle Vorteile im Bauwesen
Auf den Energieverbrauch im Gebäudesektor (einschließlich elektrisches Licht, Klimaanlage, Kühlung etc.) entfallen etwa 30 bis 40 % des gesamten Verbrauchs an Energie. Da dieser Verbrauch mit der wirtschaftlichen Entwicklung steigt, ist es von großer Bedeutung, den Energieverbrauch im Baubereich zu reduzieren. Eine attraktive Möglichkeit dazu ist die Solarenergie, da sie unerschöpflich und sauber ist. Durch eine Erhöhung der Lichtdurchlässigkeit eines Gebäudes kann künstliches durch natürliches Licht ersetzt werden und somit den Bedarf an Elektrizität verringern.
Holz ist der am weitesten verbreitete biologische und für das Bauen in großem Umfang genutzte Baustoff. Die Herkunft aus nachwachsenden Rohstoffen ist ressourcenschonend und die guten Materialeigenschaften wie niedrige Dichte, hohe Zähigkeit und hohen Festigkeiten sprechen für den jahrhundertelang praktizierten Einsatz im Bauwesen. Darüber hinaus besitzt Holz eine geringe Wärmeleitfähigkeit, was den Einsatz im Passivhaus-Baubereich interessant macht.
Bekannte Methoden, um eine Delignifizierung des Holzes, also das lichtabsorbierende Lignin, aus den Zellulosefasern zu waschen, kennt man von der Papierherstellung. Dort werden die Zellulosefasern aus dem Holz extrahiert und der Faserdurchmesser so weit verringert und mit Wasser versetzt, dass ein Papierbrei entsteht. Bei diesem Verfahren wird die Strukturhierarchie der Zellstruktur so weit zerstört, dass eine Anwendung im Baubereich nur für Beschichtungen möglich ist. Um optisch transparentes Holz zu gewinnen, ohne die Materialeigenschaften zu verlieren, sind chemische Prozesse und Anpassungen im Nanobereich der Holzstruktur erforderlich.